# Sistema de fuertes de Valdivia

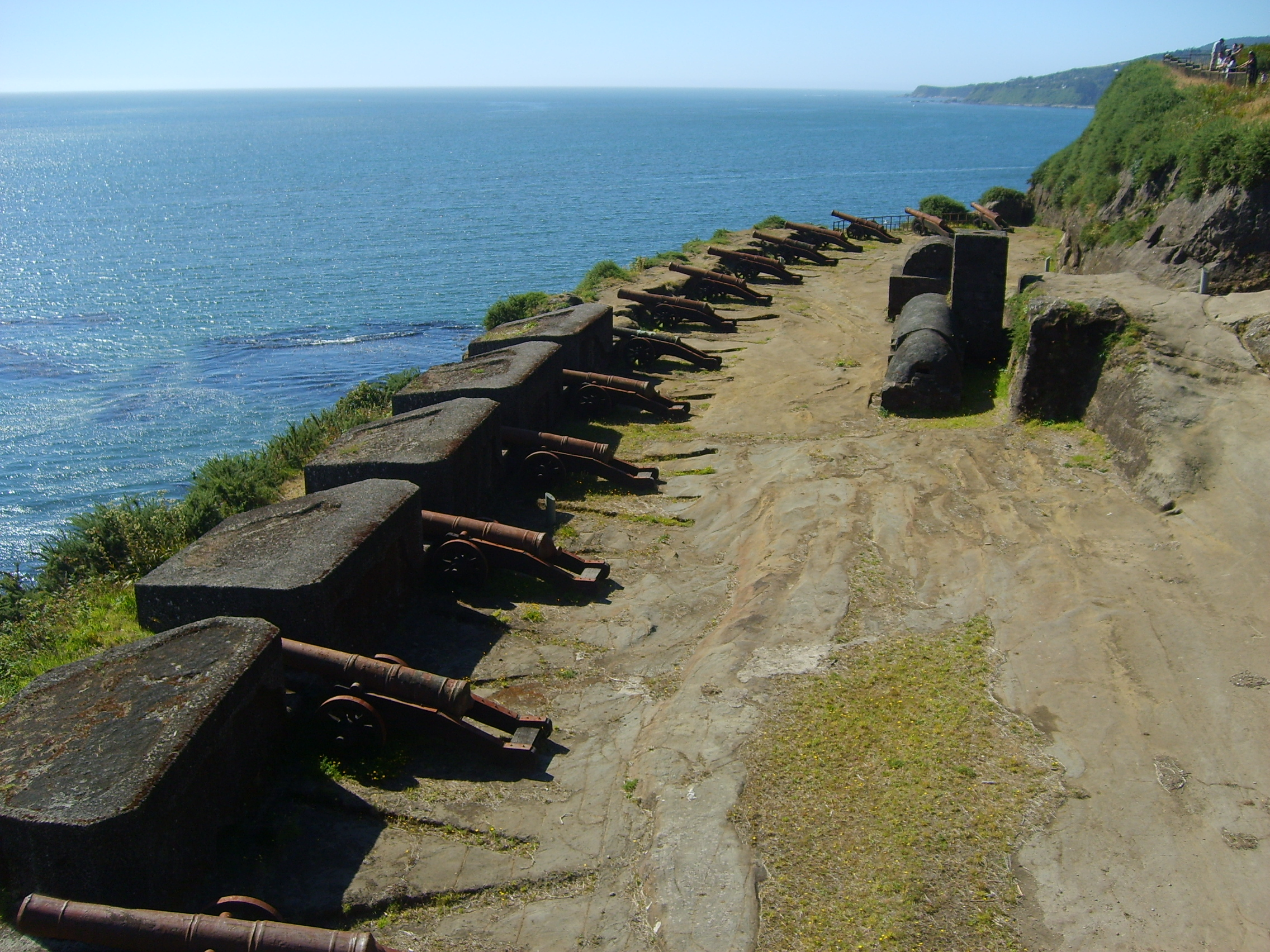
Vista de la batería de cañones del Castillo de Niebla (Chile).

El sistema de fuertes de Valdivia es un conjunto de baterías, fuertes y castillos situados en estuario de los ríos que protegieron el acceso a la ciudad de Valdivia, en la zona sur de Chile; creados en el periodo colonial. Fue uno de los sistemas defensivos más grandes que construyeron los españoles en América. Su principal misión era la defensa de la ciudad de potencias coloniales extranjeras, piratas y corsarios. De igual manera servía de base de suministros para las embarcaciones españolas que atravesaban el cabo de Hornos.

## Antecedentes
La ciudad de Valdivia fue fundada en 1552 por el conquistador español Pedro de Valdivia el mismo quien fundó Santiago de Chile. Fue fundada con el nombre de Santa María la Blanca de Valdivia, naturalmente, en honor a su fundador. Unos años después de la Batalla de Curalaba (1598) la ciudad fue abandonada por las huestes hispanas y destruida por guerreros huilliches.
Los habitantes huilliches del lugar permitieron que en 1643 se asentara una expedición neerlandesa que previamente había hecho alianza con huilliches de Chiloé y había transportado a unos pocos cientos hasta la costa valdiviana. Con el paso del tiempo la relación se enfrió y los holandeses debieron marcharse por falta de víveres y apoyo.
Ante la posibilidad que se estableciese una colonia neerlandesa en el territorio de la Gobernación de Chile, el virrey del Perú Pedro de Toledo y Leiva, Marqués de Mancera, ordenó la construcción de un sistema de fortificaciones para defender la integridad territorial de la Gobernación de Chile y del resto del imperio del rey de España en América. Es por esto que se le llamó la Llave del Mar del Sur y, junto a la Fortaleza del Real Felipe del Callao y el Fuerte de San Diego de Acapulco, constituyeron el eje defensivo español en el océano Pacífico.
La Corona española percibió temprano el carácter estratégico de la región más austral de Chile, a través del Estrecho de Magallanes y el Cabo de Hornos, que era un punto intermedio para la navegación desde Europa a la costa del Pacífico americano. Desde finales del siglo XVI, la construcción de fortificaciones en esta área se convirtió en una alta prioridad debido al frecuente tránsito de barcos franceses, ingleses y holandeses y, en particular, a las incursiones de piratas.

## Historia

Ataque de Lord Cochrane en la Toma de Valdivia

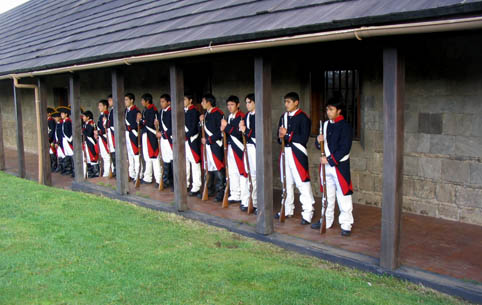
Soldados españoles

Después de la ocupación neerlandesa de Valdivia, realizada por la expedición de Hendrick Brouwer en 1643, el virrey del Perú Pedro de Toledo y Leiva ordenó la edificación de fortificaciones. Se fijó como eje principal y centro político y militar a la isla Mancera. En 1645 se construyó el Castillo de San Pedro de Alcántara y su Plaza de Armas. Desde aquel punto se definió la construcción de los fuertes de Corral, Niebla y Amargos, y la habilitación de la plaza real de Valdivia, a partir de 1647. El Castillo de San Sebastián de la Cruz también fue iniciado en 1645. La última de las fortificaciones en ser construida fue el Castillo de Niebla, bautizado como Castillo de la Pura y Limpia Concepción de Monforte de Lemus en honor al virrey del Perú Pedro Antonio Fernández de Castro, conde de Lemos. La última acción de este sistema defensivo fue en 1820 cuando fue asaltado por las fuerzas independentistas de Chile en la célebre Toma de Valdivia. Hasta ese entonces el sistema pertenecía administrativamente al virreinato del Perú y no a la Gobernación de Chile, dado su carácter estratégico y ser parte de las tres mega construcciones ordenadas por el rey de España en América.

## Fortificaciones

### Castillo de San Pedro de Alcántara

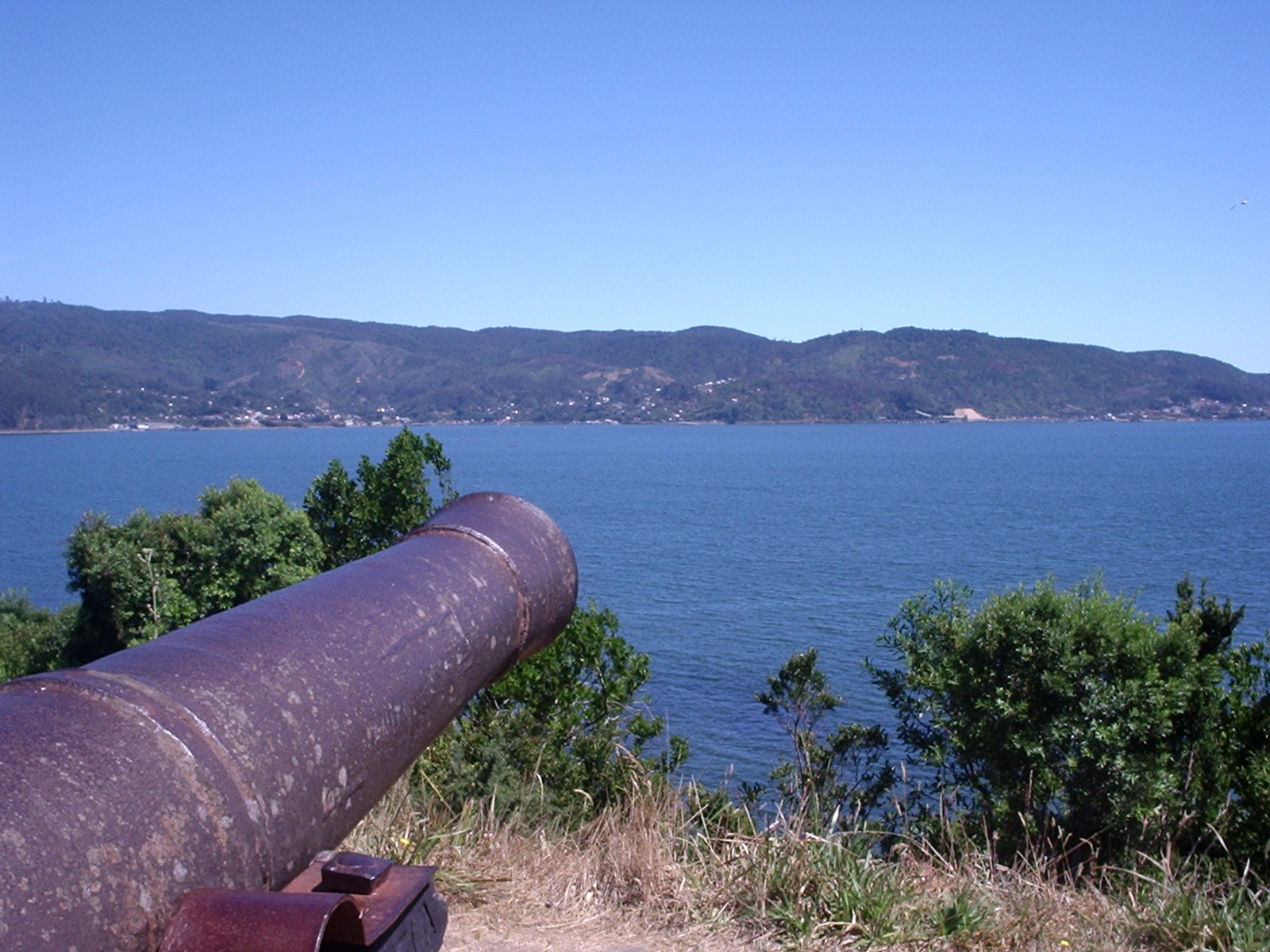
Vista de la bahía de Valdivia, desde el Castillo de San Pedro de Alcántara en la isla Mancera.

El Castillo de San Pedro de Alcántara y su Plaza de Armas está ubicado en la isla Mancera, al borde oriental de la bahía. Fue el punto fundacional del sistema defensivo. Fundado en 1645, desde 1760 y 1769 la población de Valdivia se trasladó al lugar. Se iniciaron las obras de construcción de la Plaza de Armas, con sus respectivos almacenes, la Caja Real, Sala de Armas y Palacio del Gobernador. En 1764 se construyó el depósito general de pólvora en la cumbre del cerro donde se sustentaba de pólvora todas las fortificaciones de la bahía; y en 1774 la Iglesia y el convento de San Antonio de arquitectura barroca. El 26 de mayo de 1774 los vecinos acordaron volver a Valdivia. Esto generó que en la isla sólo quede una guarnición militar. El 2 y 3 de febrero de  1820 fue tomado por el almirante Thomas Alexander Cochrane en una audaz operación pues los fuegos de todos los fuertes del sistema defensivo se cruzaban. Este episodio es conocido como la Toma de Valdivia. Actualmente se conservan las ruinas de la fortificación a cargo de la Universidad Austral de Chile, la cual mantiene un Museo de Sitio.

### Castillo de San Sebastián de la Cruz

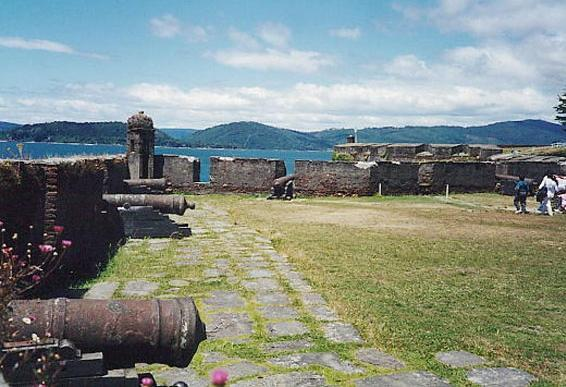
Vista del Castillo de San Sebastían de la Cruz en Corral.

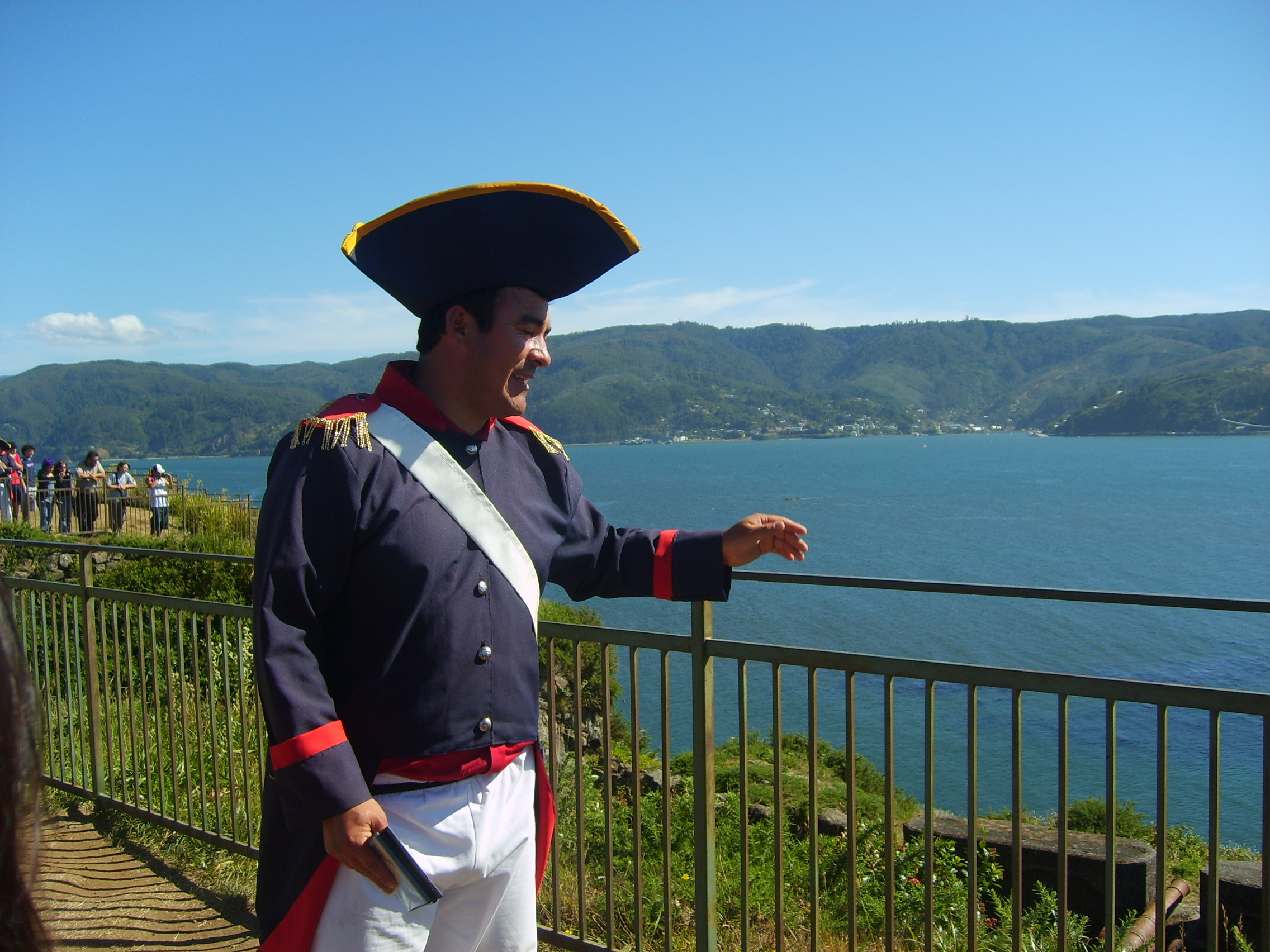
Personaje caracterizado como soldado español en el Castillo de Niebla, Valdivia.

Ubicado en el centro del puerto de Corral, su construcción fue iniciada en 1645 y su obra de cantería fue levantada en 1678. En 1764 el ingeniero irlandés Juan Garland reconstruyó, en piedra cancagua y mampostería en ladrillo, la fortificación. El Castillo se componía de tres sectores: El castillo propiamente tal (1765), la Batería de la Argolla (1764) y la Batería de la Cortína (1767). El castillo, con sus 21 cañones.
En 1930 se atravesó su base con un túnel para el paso del ferrocarril. Desde hace unos años se hacen recreaciones de la vida hacia 1800, con soldados de uniforme, armas de época, disparos de cañón y mosquetes como una semblanza de la vida civil y bélica de los fuertes.

### Castillo de Niebla

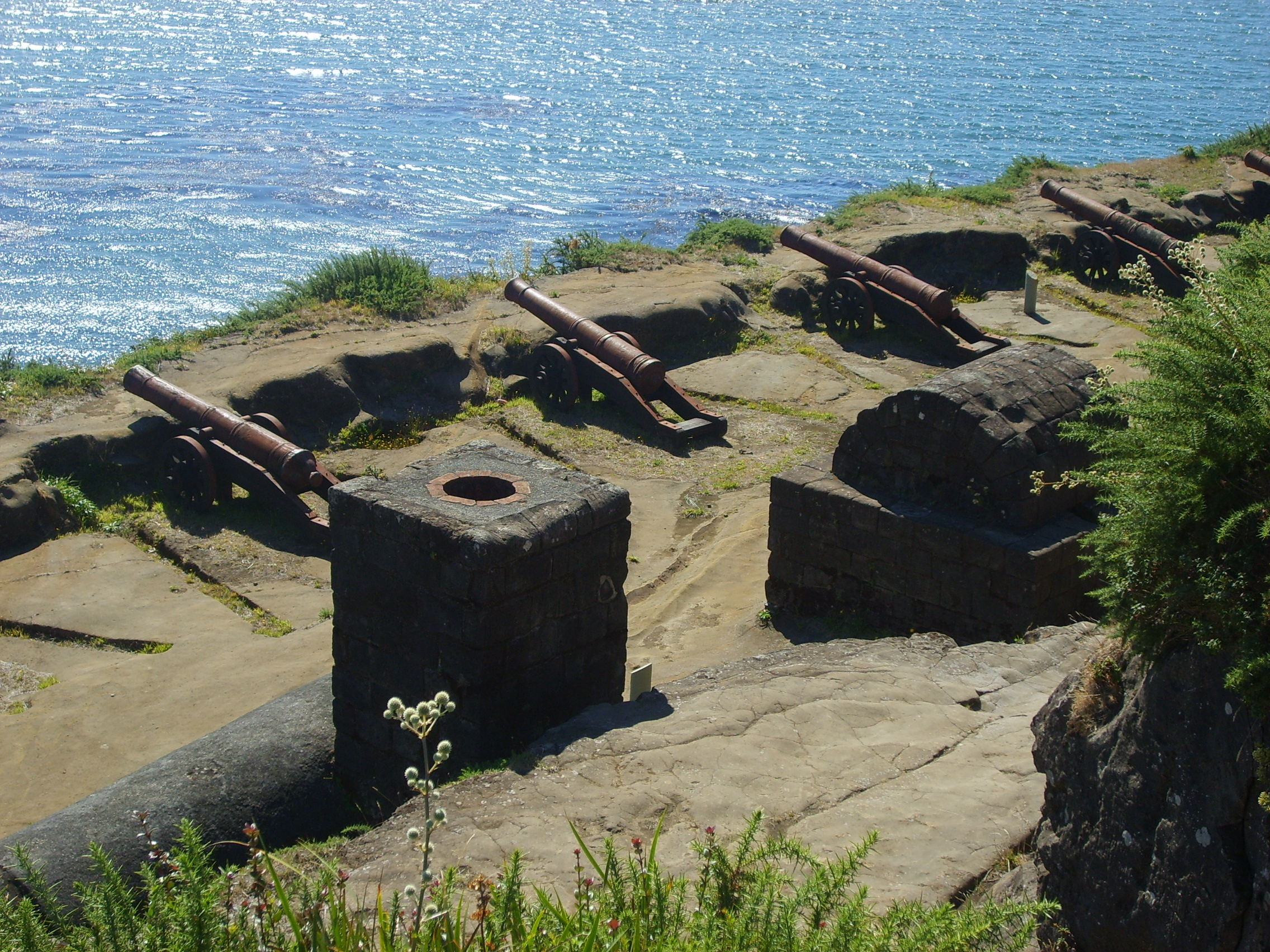
Vista del horno y batería del Castillo de Niebla, Valdivia.

Está ubicado en Niebla, borde norte de la bahía. Fue edificado en 1671 y bautizado en honor al virrey del Perú, el X conde de Lemos. Juan Garland refaccionó los muros en piedra cancagua-que lo hacen inaccesible desde el mar-y construyó un polvorín y hornos para fundir balas. Sus 18 cañones entrecruzaban sus balas con los cañones de las fortificaciones de la isla Mancera. En 1992, para el quinto centenario del Descubrimiento de América, fue restaurado con aportes del gobierno de Chile y de España. Actualmente funciona un completo Museo de sitio donde se muestra todo lo relacionado al sistema defensivo y a los criterios de la restauración de 1992.

### Castillo de San Luis de Alba de Amargos
Se ubica en la ribera sur de la bahía, cercano a Corral. Fue construido entre 1655 y 1661 y reconstruido en 1679, donde se duplicó su poder de fuego a 12 cañones. El fuerte está muy deteriorado y no se permite su ingreso. Desde él se obtiene una panorámica de las fortificaciones de Niebla y Mancera.

### Fuerte San Carlos
Se ubicaba en el extremo occidental de la ribera sur de la bahía. Iniciado en 1763 con planos de José Antonio Birt, era un recinto parapetado donde estaba la tropa. A través de un puente levadizo se unía a una batería de seis cañones con horno para balas. Actualmente solo se conservan las ruinas de sus muros.

### Fuerte Aguada del Inglés
Se ubicaba a 8 km del puerto de Corral fuera de la bahía. Es precisamente en aquel fuerte donde se inició la Toma de Valdivia por Lord Thomas Alexander Cochrane. Actualmente no existen muchos vestigios en el lugar que ocupó.

## Mapa del sistema de fuertes de Valdivia
- Número 1: Fuerte Aguada del Inglés
- Número 2: Fuerte de San Carlos
- Número 3: Batería del Barro

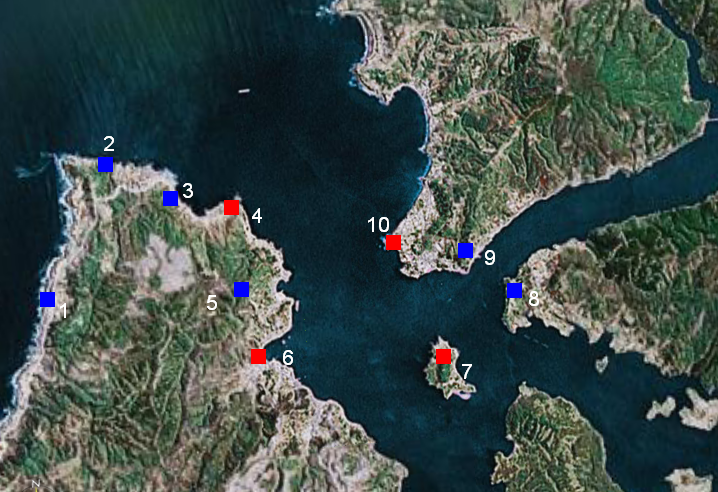
Mapa de la Bahía de Corral y distribución de las fortificaciones españolas.

- Número 4: Castillo de San Luis de Alba de Amargos
- Número 5: Batería y Reducto de Chorocamayo
- Número 6: Castillo de San Sebastían de la Cruz (Corral)
- Número 7: Castillo de San Pedro de Alcántara (Isla Mancera)
- Número 8: Batería del Carbonero
- Número 9: Batería del Piojo
- Número 10: Castillo de Niebla (Niebla)